# Parophrys vetulus
La sogliola inglese (Parophrys vetulus) è un pesce piatto marino appartenente alla famiglia dei Pleuronectidi. È l'unica specie del genere Parophrys.

## Descrizione
La sogliola inglese è un pesce destrorso con un corpo compresso e di forma romboidale. La testa è piccola, con un muso appuntito e una bocca asimmetrica. La superficie superiore è ricoperta da scaglie ruvide e presenta una colorazione uniforme che varia dal marrone all'olivastro, mentre la superficie inferiore è liscia e di colore bianco o giallo pallido. Le pinne dorsale e anale hanno margini scuri, e la linea laterale è per lo più diritta, con una leggera curva intorno alla pinna pettorale. La lunghezza massima registrata è di 57 cm, con un peso fino a 1,5 kg.

## Distribuzione e habitat
Questa specie è diffusa lungo la costa orientale del Pacifico, dal Mare di Bering fino alla Baja California. Abita fondali sabbiosi e fangosi in estuari e aree costiere, a profondità fino a 550 metri. Gli esemplari giovani si trovano spesso in zone intertidali.

## Alimentazione
La dieta della sogliola inglese consiste principalmente di organismi bentonici, tra cui vermi marini, molluschi, crostacei ed echinodermi. Si nutre durante il giorno, utilizzando sia la vista che l'olfatto, e spesso scava nel substrato per cercare il cibo.

## Valore come alimento
La sogliola inglese è considerata un'importante specie commerciale, pescata principalmente al largo delle coste di Washington, Oregon e California. Sebbene la biomassa sia in aumento, le catture sono in diminuzione dagli anni '60, probabilmente a causa di fattori di mercato e restrizioni gestionali per proteggere altre specie bentoniche. La sua carne è bianca e tenera, apprezzata per il sapore delicato.

## Nomi in altre lingue
La sogliola inglese è nota in spagnolo come "platija limón" e in inglese come "lemon sole", sebbene la vera "lemon sole" sia una specie diversa (Microstomus kitt).